# Копнинское сельское поселение
Копнинское се́льское поселе́ние — муниципальное образование в Собинском районе Владимирской области Российской Федерации.
Административный центр — село Заречное.

## География
Территория поселения расположена в юго-западной части района.

## История
Копнинский сельсовет с центром в деревне Копнино образован в 1920-х годах в составе Болдинской волости Владимирского уезда, с 1929 года в составе Собинского района.
Статус и границы сельского поселения установлены Законом Владимирской области от 1 декабря 2004 года № 217-ОЗ «О наделении соответствующим статусом муниципального образования Собинский район, муниципальных образований в его составе и установлении их границ».
Копнинское сельское поселение образовано 6 мая 2005 года в соответствии с Законом Владимирской области от 06.05.2005 № 38-ОЗ. В его состав вошла территория бывшего Копнинского сельсовета.

## Население
| 2010  | 2011  | 2012  | 2013  | 2014  | 2015  | 2016  | 2017  | 2018  |
| ----- | ----- | ----- | ----- | ----- | ----- | ----- | ----- | ----- |
| 2412  | ↘2402 | ↗2408 | ↘2362 | ↘2324 | ↘2294 | ↘2246 | ↘2205 | ↘2162 |
| 2019  | 2020  | 2021  |       |       |       |       |       |       |
| ↘2113 | ↗2127 | ↘1931 |       |       |       |       |       |       |

## Состав сельского поселения
| №  | Населённый пункт | Тип населённого пункта       | Население |
| -- | ---------------- | ---------------------------- | --------- |
| 1  | Братонеж         | деревня                      | ↘1        |
| 2  | Гнусово          | деревня                      | ↘21       |
| 3  | Жохово           | деревня                      | ↘63       |
| 4  | Заречное         | село, административный центр | ↘819      |
| 5  | Копнино          | деревня                      | ↘78       |
| 6  | Лапино           | деревня                      | ↗9        |
| 7  | Митрофаниха      | деревня                      | ↘43       |
| 8  | Новосёлово       | деревня                      | ↘24       |
| 9  | Омофорово        | деревня                      | ↘40       |
| 10 | Осовец           | село                         | ↘204      |
| 11 | Петрушино        | деревня                      | ↗50       |
| 12 | Погост           | деревня                      | ↘23       |
| 13 | Ундольский       | посёлок                      | ↗425      |
| 14 | Федотово         | деревня                      | ↘6        |
| 15 | Харитоново       | деревня                      | ↘5        |
| 16 | Хреново          | деревня                      | ↘103      |
| 17 | Цепелево         | деревня                      | ↘17       |